# Gobie cavernicole
Speleogobius trigloides
Espèce
Statut de conservation UICN

 LC  : Préoccupation mineure
Le Gobie cavernicole (Speleogobius trigloides) est une espèce de poissons marins de la famille des Gobiidae.

## Répartition et habitat
Ce poisson est endémique de Croatie. L'holotype a été collecté dans les environs de Rovinj mais cette espèce a également été observée sur les côtes des îles de Krk, Prvić et Hvar. Speleogobius trigloides se rencontre de préférence dans les grottes et les habitats sombres et est présent entre 8 et 25 m de profondeur.

## Description
Speleogobius trigloides peut mesurer jusqu'à 18 mm, queue non comprise.

## Classification
Le nom valide complet (avec auteur) de ce taxon est Speleogobius trigloides Zander (d) & Jelinek (d), 1976.
Ce taxon porte en français les noms vernaculaires ou normalisés suivants : Gobie cavernicole,, Gobie Cavernicole Trigloïde.

### Étymologie
Son épithète spécifique, trigloides, composé de Trigl[a], le Grondin lyre, et du suffixe –oides, « qui a la forme de », fait référence à la ressemblance de ces deux espèces, bien qu'elles n'appartiennent pas au même ordre de poissons, le Grondin lyre faisant partie des Scorpaeniformes.

### Publication originale
- (de) Claus Dieter Zander et Herbert Jelinek, « Zur demersen Fischfauna im Bereich der Grotte von Banjole (Rovinj/YU) mit Beschreibung von Speleogobius trigloides n. gen. n. sp. (Gobiidae, Perciformes) », Mitteilungen aus dem Hamburgischen Zoologischen Museum und Institut, Allemagne, vol. 73,‎ novembre 1976, p. 265-280 (ISSN 0072-9612).